# 兩叉千孔珊瑚
兩叉千孔珊瑚（学名：Millepora dichotoma）为千孔珊瑚科千孔珊瑚屬下的一个种。